# Georg-Forster-Station
Georg Forsters forskningsstation (ty. Georg-Forster-Station) var den första permanenta tyska forskningsstationen i Antarktis. Den byggdes 1976 av östtyska och sovjetiska forskare i Schirmacheroasen nära den sovjetiska (idag ryska) stationen Novolazarevskaja. Stationen uppkallades efter naturforskaren och författaren Georg Forster som under en resa med James Cook var den förste tysk som landsteg på antarktisk mark (Sydgeorgien, 1775).
I början undersöktes främst jordens höga atmosfär. Från 1985 inriktades forskningen främst på ozonhålet. Efter Tysklands återförening ansågs två antarktiska forskningsstationer för kostsam, då Västtyskland sedan 1980 hade sin egen Neumayer-Station. Den sista övervintringen gjordes 1991/92. Mellan 1993 och 1996 monterades forskningsstationen ned. Idag påminner bara en minnestavla om stationen.